# Psychotria brevistipula
Psychotria brevistipula är en måreväxtart som beskrevs av Ignatz Urban. Psychotria brevistipula ingår i släktet Psychotria och familjen måreväxter. Inga underarter finns listade i Catalogue of Life.